# San Francisco Bay Times
Le San Francisco Bay Times est un journal LGBT fondé en 1978 et publié toutes les deux semaines dans la région de la baie de San Francisco. Il serait le premier journal LGBT lancé en parallèle par des homosexuels et des lesbiennes.

## History
En 1978, sept personnes LGBT travaillent ensemble pour produire le premier numéro du San Francisco Bay Times, se réunissant sur la Central Avenue de San Francisco chez le fondateur Bill Hartman.
Le premier numéro sort le premier mai 1978.
En 1981, Kim Corsaro devient propriétaire de la publication à la retraite des éditeurs originaux.